# کارکس آترودس
کارکس آترودس (نام علمی: Carex atherodes) نام یک گونه از سرده جگن است.